# Supercupa României 2024
Supercupa României 2024 a fost cea de-a 26-a ediție a Supercupei României, un meci anual de fotbal disputat între câștigătoarele precedentelor sezoane ale SuperLigii României și Cupei României. S-a desfășurat pe Stadionul Steaua din București. Campioana Superligii 2023-2024, FCSB, și câștigătoarea Cupei României 2023-2024, Corvinul Hunedoara, au fost participantele.
Meciul s-a desfășurat pe 4 iulie 2024, fiind programat inițial pe 6 iulie, pentru a oferi ambelor echipe timp de refacere pentru participarea în competițiile europene. FCSB a câștigat partida cu 3-0 după golurile marcate de David Miculescu, Marius Ștefănescu și Luis Phelipe. Pentru bucureșteni, aceasta reprezintă a șaptea Supercupă a României din palmares, prima după 11 ani.
Începând cu această ediție, locul de desfășurare a meciului este ales de câștigătoarea SuperLigii. În trecut, stadionul era ales aleator de Federația Română de Fotbal. Meciul a fost transmis în direct pe Digi Sport și Prima Sport. Sepsi Sfântu Gheorghe a fost câștigătoarea din sezonul trecut, dar nu s-a calificat pentru această ediție, nereușind să câștige nici SuperLiga, nici Cupa României.

## Context
FCSB s-a calificat pentru Supercupa României 2024 în calitate de câștigătoare a SuperLigii 2023-2024. Pentru FCSB a reprezentat a 13-a participare în Supercupă, reușind să câștige anterior șase și să piardă în alte șase ediții. Corvinul Hunedoara și-a obținut locul în Supercupă datorită cuceririi Cupei României 2023-2024, după ce a învins-o pe Oțelul Galați cu 3-2 la loviturile de departajare în urma unei remize 2-2 după prelungiri în finală. Pentru Corvinul a fost prima participare în Supercupă.

## Meciul
Meciul s-a disputat pe 4 iulie 2024 pe Stadionul Steaua din București.
| FCSB                                     | 3 – 0   | Corvinul |
| ---------------------------------------- | ------- | -------- |
| Miculescu 21' Ștefănescu 52' Phelipe 80' | Detalii |          |

| P                  | 99 | Andrei Vlad          |     |     |
| F                  | 33 | Risto Radunović      |     |     |
| F                  | 21 | Vlad Chiricheș       |     | 74' |
| F                  | 5  | Joyskim Dawa         | 61' |     |
| F                  | 20 | Nana Antwi           |     |     |
| M                  | 16 | Mihai Lixandru       |     | 46' |
| M                  | 42 | Baba Alhassan        |     |     |
| M                  | 17 | Eduard Rădăslăvescu  |     | 46' |
| M                  | 25 | Alexandru Băluță (c) |     | 62' |
| M                  | 15 | Marius Ștefănescu    |     |     |
| A                  | 11 | David Miculescu      |     | 46' |
| Rezerve:           |    |                      |     |     |
| P                  | 1  | Mihai Udrea          |     |     |
| F                  | 2  | Valentin Crețu       |     |     |
| F                  | 3  | Ionuț Panțîru        |     |     |
| F                  | 6  | Denis Haruț          |     |     |
| F                  | 12 | David Kiki           |     |     |
| M                  | 18 | Malcom Edjouma       |     | 46' |
| A                  | 19 | Daniel Popa          |     | 46' |
| M                  | 22 | Mihai Toma           |     |     |
| M                  | 29 | Alexandru Musi       |     | 46' |
| F                  | 30 | Siyabonga Ngezana    |     | 74' |
| M                  | 70 | Luis Phelipe         |     | 62' |
| A                  | 98 | David Popa           |     |     |
| Antrenor:          |    |                      |     |     |
| Ilias Charalampous |    |                      |     |     |

| P            | 12 | Ștefan Lefter        |     |         |
| F            | 98 | Mihai Velisar        |     |         |
| F            | 30 | Antoniu Manolache    | 46' |         |
| F            | 6  | Viorel Lică          | 78' |         |
| F            | 13 | Flavius Iacob        |     |         |
| M            | 97 | Denis Hrezdac        |     | 83'     |
| M            | 19 | Daniel Pîrvulescu    | 84' |         |
| M            | 31 | Desley Ubbink        |     | 19'     |
| M            | 10 | Alexandru Neacșa (c) |     | 65'     |
| M            | 11 | Roger                |     |         |
| A            | 9  | Sergiu Buș           |     | 83'     |
| Rezerve:     |    |                      |     |         |
| P            | 22 | Cristian Blaga       |     |         |
| F            | 3  | Ionuț Pop            |     |         |
| A            | 7  | Marius Lupu          |     | 65'     |
| M            | 8  | Antonio Bradu        |     | 19' 65' |
| A            | 14 | Andrei Hergheligiu   |     |         |
| M            | 20 | Alexandru Gîrbiță    |     | 65'     |
| M            | 23 | Ion Cărăruș          |     | 83'     |
| A            | 27 | Lucas Câmpan         |     | 83'     |
| M            | 33 | Marius Chindriș      |     |         |
| Antrenor:    |    |                      |     |         |
| Florin Maxim |    |                      |     |         |

Omul meciului:
 Marius Ștefănescu
Arbitrii asistenți:
Andrei Constantinescu (București)
Stelian Slabu (Brașov)

Al patrulea oficial:
Ionuț Coza (București)

Arbitru asistent video (VAR):
Cătălin Popa (Pitești)

Asistent VAR:
Sorin Costreie (Voluntari)

| Regulile meciului - 90 de minute. - Lovituri de departajare dacă scorul este la egalitate. - Nouă înlocuitori numiți. - Maximum de 5 schimbări. |